# Veltheim
Veltheim es una comuna suiza del cantón de Argovia, ubicada en el distrito de Brugg. Limita al norte y oeste con la comuna de Schinznach, al este Holderbank y Möriken-Wildegg,  y al sur con Auenstein.

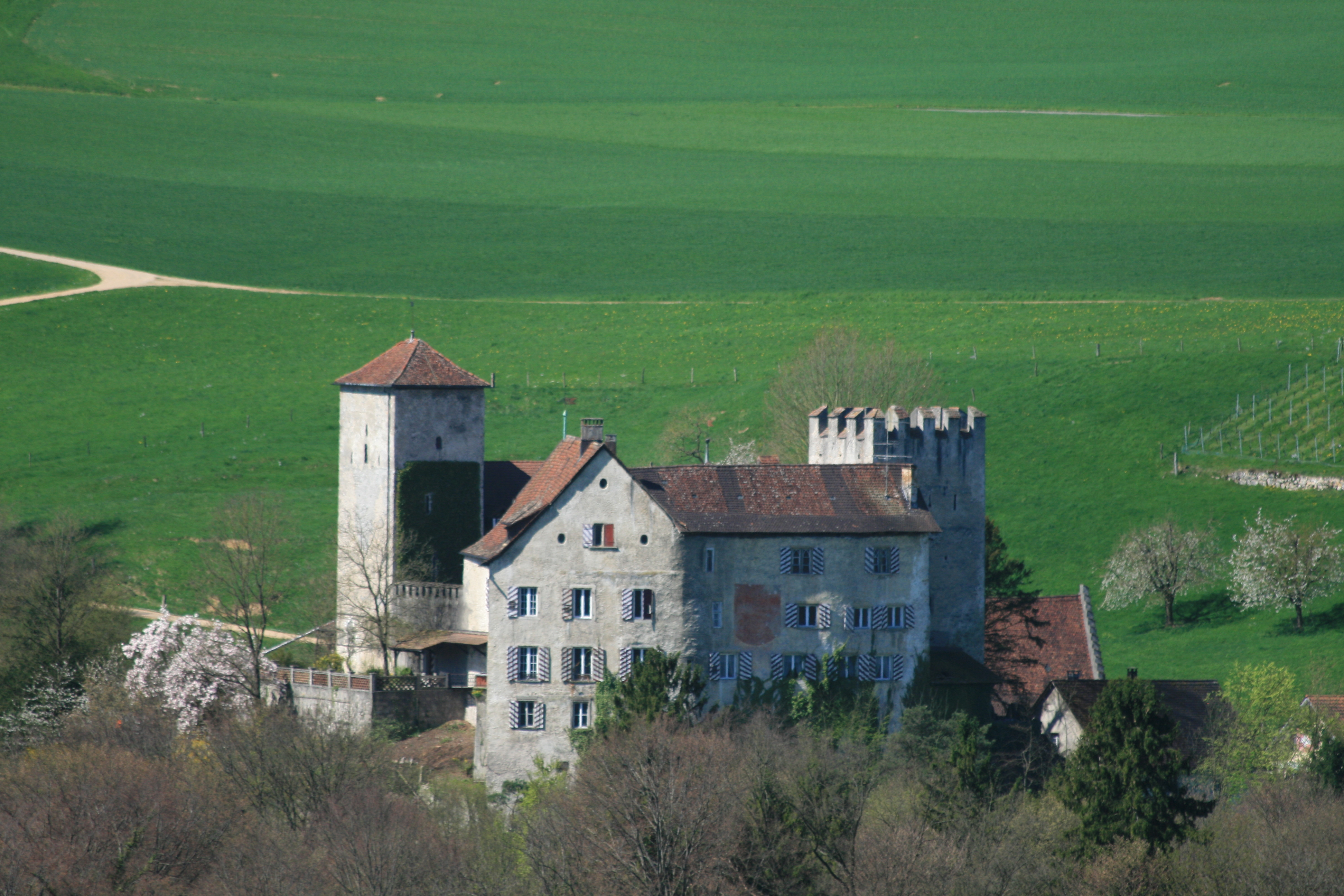
Castillo de Wildenstein.